# 路人 (卫氏朝鲜)
路人（?—前108年），中国出身入国衛滿朝鮮归化人（中国系归化姓氏），衛滿朝鮮的一位丞相，官職「朝鮮相」。路人是衛滿朝鮮的重要人物。
元封三年（前108年），漢武帝派兵攻打朝鮮，朝鮮戰敗，朝鮮相路人投降漢朝。投降之後死亡。

## 家庭
- 子：路最

## 脚注
1. ↑  礪波護・武田幸男 1997，第267頁
2. ↑  國史編纂委員會，第註 042頁